# Carpeta
|  | Per a altres significats, vegeu «Carpeta (desambiguació)». |

Una carpeta és un objecte que s'utilitza per a agrupar i protegir els papers solts d'una organització.

## Terminologia
Les carpetes d'arxiu consisteixen en generalment un full de paper gruixut o bé, fi, però rígid. La làmina que és un full de paper o cartó, es doblega per la meitat arribant a una superfície superior a la d'un paper DIN A4. Els documents s'hi desen aplegats per temàtiques comunes. S'utilitzen sovint en combinació amb un arxivador per al seu emmagatzematge. Les carpetes d'arxiu es poden comprar fàcilment en les botigues de material d'oficina. En el Regne Unit, una de les més velles i millors companyies de carpetes conegudes és Railex. La Smead Manufacturing Company té un nivell similar en els Estats Units.

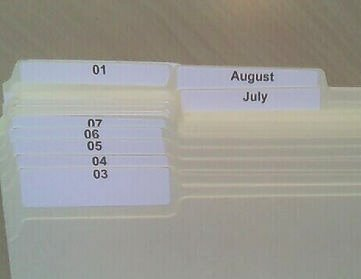
Carpeta arxivador

Les carpetes generalment s'etiqueten (posar etiquetes amb noms a les fulles o estoigs de plàstic d'una carpeta) per a identificar el material que es troba a l'interior. Les carpetes es poden etiquetar directament en la llengüeta amb un bolígraf o un llapis. També es pot escriure en les etiquetes adhesives que es posen en les llengüetes (part d'una funda de plàstic que sobresurt i té una obertura on es pot posar una etiqueta).
Hi ha també els marcadors electrònics que es poden utilitzar per a fer les etiquetes.
Les carpetes es poden fer de plàstic o de paper. Quan s'utilitza el paper, és preferible el que està fet de la cel·lulosa de fibra llarga, com paper Kraft o paper de Manila.

## Altres carpetes
A més de les carpetes destinades a l'arxivament de documents existeixen altres objectes de destinació similar que també es diuen carpetes.

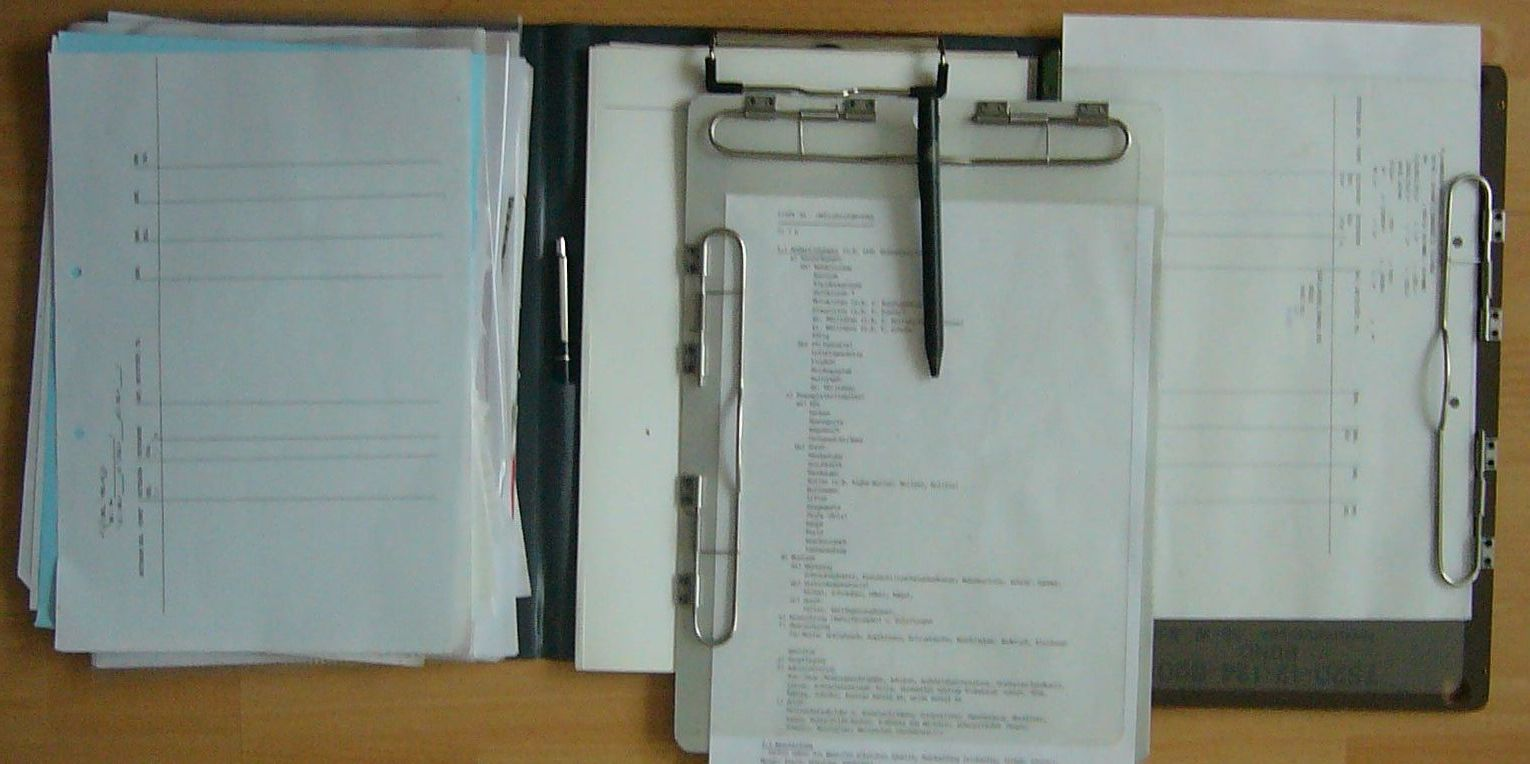
Carpetes amb clip

- Arxivador. Carpeta que té fulles de cartó o estoigs de plàstic per a agrupar els documents en temes comuns.

- Carpeta penjant - amb uns ganxos, per penjar en guies a un moble arxivador.[1]

- Carpeta amb gomes. Les carpetes amb gomes (tires elàstiques que serveixen per a servar la carpeta i no perdre els documents) consisteixen en una planxa de cartó doblegada per la meitat dins de la qual es guarden documents. En una de les seues cares presenta quatre orificis (traus), dos reunits en el centre en la seua part superior, dos en els extrems en el centre del pla, pels quals s'introdueixen unes gomes elàstiques. Les gomes es passen per sobre del plec oposat mantenint la carpeta tancada per a impedir que caiguen els documents pels seus laterals.
- Carpeta d'acordió - amb diverses bosses en forma de ventall, o de manxa, d'una acordió.[1]

- Carpeta de congrés, són estructures que contenen el material necessari per a assistir a una reunió o conferència. Consisteixen en dues peces de cartó enfundades o embuatades que s'obrin com una carpeta.A l'interior, hi ha un estoig o funda (coberta de plàstic) per a introduir un bloc de notes així com altres recipients com porta-bolígrafs, bosses per a documents o bosses per a targetes de visita.

- Carpeta amb clip o de palanca, són carpetes destinades a prendre notes. En el costat dret es mantenen agafats els documents mitjançant un clip (pinça de metall que serveix per a mantenir el fulls i servar-los units) o mordassa. El mecanisme se situa en l'extrem superior o lateral d'aquesta i manté tinguts els fulls per un sistema de pressió. Quan se'n vol extraure un, s'allibera el mecanisme i es torna a tancar mitjançant una palanca.

- Carpeta amb abraçadora o d'anells, són carpetes destinades a guardar documents amb perforacions laterals. Solen ser de plàstic i disposen de fixadores de plàstic o metall que s'introdueixen pels orificis (dits ullals o traus) i per una abraçadora del mateix material. L'abraçadora es pressiona contra els documents i els fixadors s'hi dobleguen a sobre per a mantenir-la en una posició fixa.

- Carpeta porta-menús, són carpetes destinades a introduir les cartes dels establiments d'hostaleria. Es caracteritzen per la seua excel·lent presentació exterior amb estoigs de materials d'alta qualitat que poden arribar a ésser de pell i acabats cridaners com daurats o relleus. Tenen fundes interiors per a introduir les cartes que es fixen amb caragols (peça composta per un clau i una rosca que han d'encaixar fent-les voltar) a una estructura central de tal manera que es poden afegir o retirar a voluntat.

- Carpeta porta-documents. Són carpetes adaptades a la grandària de certs papers com la documentació obligatòria de l'automòbil.

- Carpeta, directori o arxiu informàtic - un conjunt agrupat de fitxers informàtics, sovint presentat com una carpeta.[1]